# Lipowa Góra (Pojezierze Drawskie)
Lipowa Góra – wzniesienie o wysokości 171,7 m n.p.m. na Pojezierzu Drawskim, położone w woj. zachodniopomorskim, w powiecie drawskim, w gminie Czaplinek, ok. 1,6 km na wschód od jeziora Nątlino i miasta Czaplinek.
Teren wzniesienia został objęty obszarem specjalnej ochrony ptaków "Ostoja Drawska".
Nazwę Lipowa Góra wprowadzono urzędowo w 1950 roku, zastępując poprzednią niemiecką nazwę Linden Berg.